# Prunella vulgaris

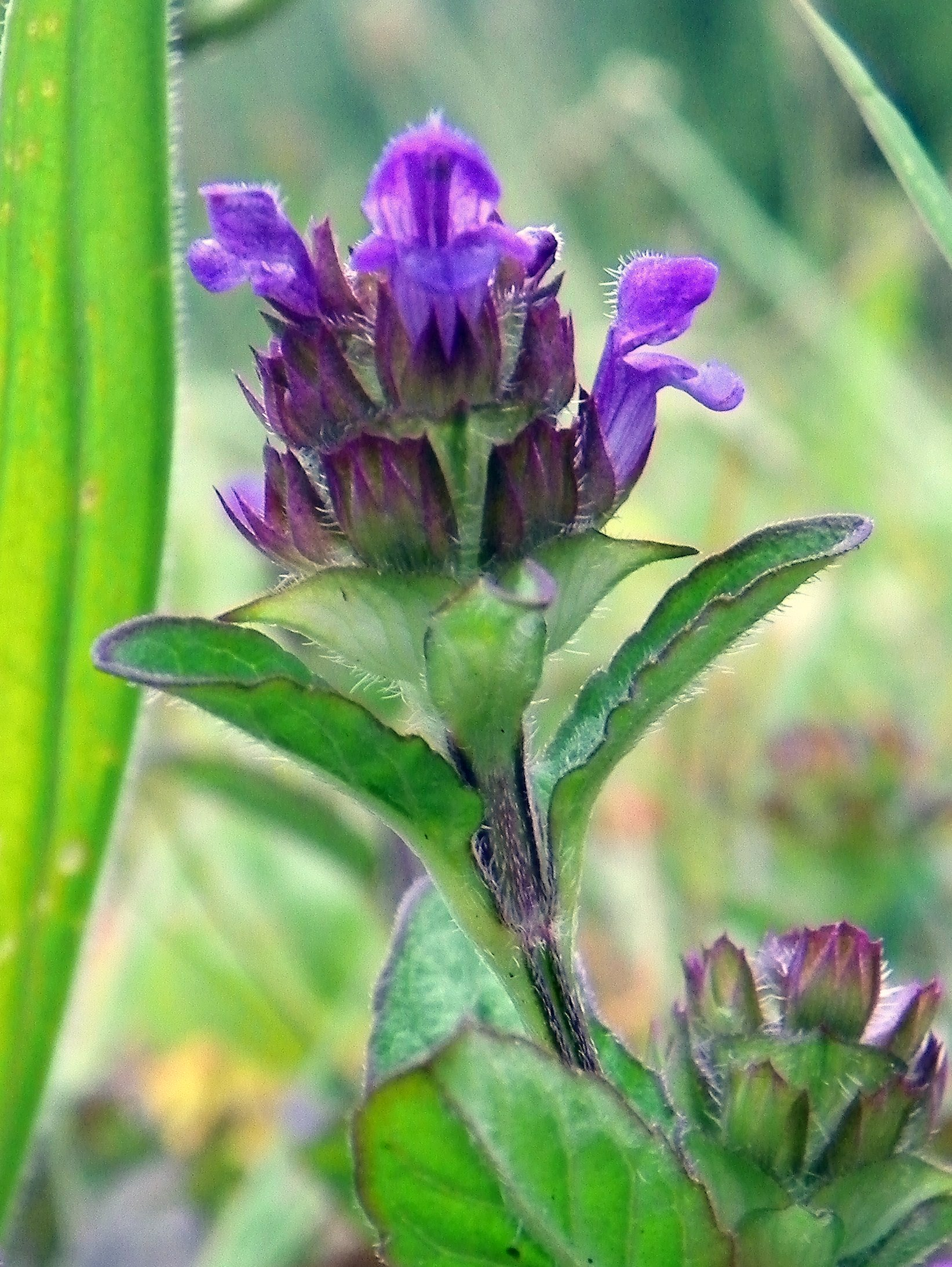
Inflorescência de P. vulgaris

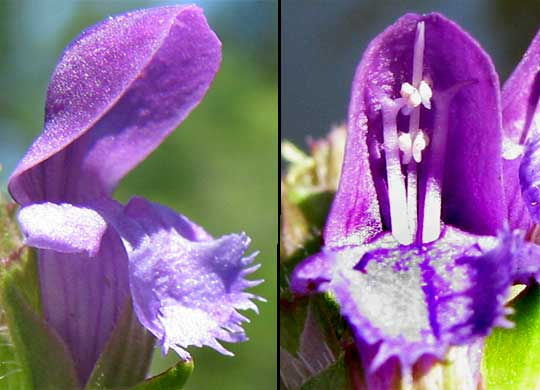
Flores de P. vulgaris

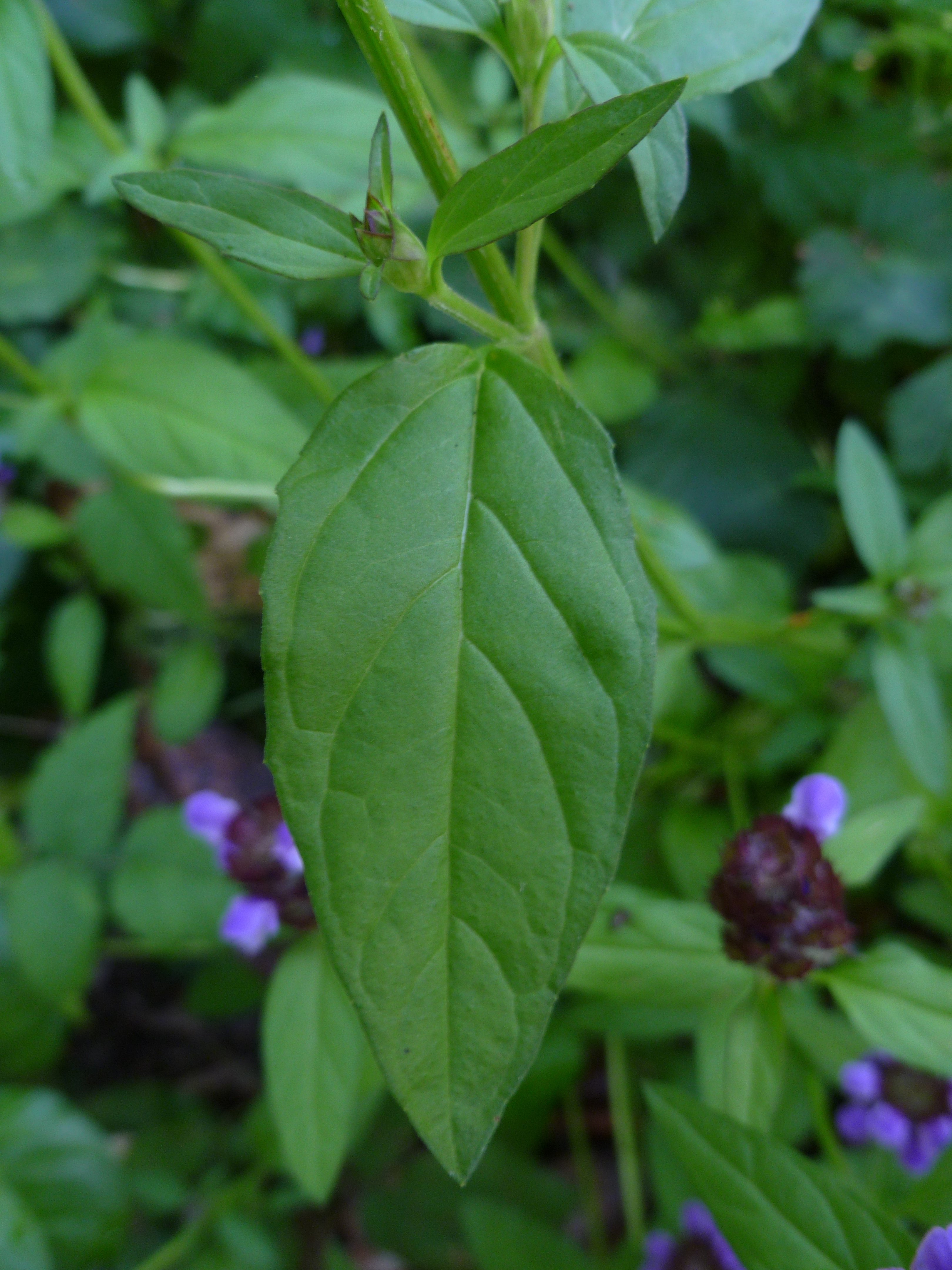
Folhas de P. vulgaris var. lanceolata

Prunella vulgaris , comummente conhecida como erva-férrea, é uma espécie de planta com flor, herbácea, pertencente à família das Labiadas, e ao tipo fisionómico dos hemicriptófitos. Com distribuição natural holoárctica, a espécie é comestível e utilizada em diversas regiões como planta medicinal.

## Nomes comuns
Além do substantivo «erva-férrea», esta espécie dá ainda pelos seguintes nomes comuns: brunéla, bruncla, consolda-menor e prunela.

### Etimologia
Do que toca ao nome científico:
- O nome genérico, Prunella, deriva de 'brunella', palavra com raízes germânicas, que por sua vez deriva de Bräune, o nome antigamente dado em alemão ao abcesso peritonsilar (uma forma de tonsilite, uma inflamação da garganta com maior expressão nas amígdalas), afecção para cujo tratamento a planta era tradicionalmente utilizada na Europa.[6] Há autores, que defendem que um  étimo alemão alternativo, neste caso o Braun,  que significa castanho, por alusão à cor castanha do cálice das flores deste género.[5]
- O epíteto específico vulgaris é de raiz latina e significa 'usual', 'comum' ou 'vulgar'.[6]

O nome popular «consolda-menor», alusivo às consolda ou consolda-maior (Symphytum officinale), também ela uma planta medicinal, provém do latim consolida, declinação de consŏlĭdo, que significa «que consolida, que solidifica, que reúne», por alusão às propriedades medicinais cicatrizantes dessas espécies.

## Descrição
Prunella vulgaris é uma planta herbácea perene que cresce até 5 a 30 cm de altura, com caules rastejantes de coloração avermelhada, enraízantes nos nodos, fibrosos e resistentes, com secção grosseiramente quadrangular e ramificados no eixo foliar.
As folhas são lanceoladas, com cerca de 2,5 cm de comprimento e 1,5 cm de largura, com margens serradas, de coloração verde baço, por vez avermelhadas na região mais próxima do ápice quando envelhecidas. A filotaxia caracteriza-se pela inserção de pares opostos de folhas, em posição ortogonal, ao longo das faces do caule quadrangular. Cada folha apresenta 3-7 nervuras que partem da nervura central para a margem. O pedúnculo das folhas é geralmente curto, mas nalguns casos pode atingir os 5 cm de comprimento.
As flores são labiadas e apresentam uma coloração azul-violácea, formam uma inflorescência alongada, cilíndrica, embora nalguns casos com secção ligeiramente quadrangular, com inserção espiralada. Na base da inflorescência está presente um par de folhas sem pedúnculo, com inserção oposta, semelhantes na inserção a um par de grandes brácteas. As flores são bilabiadas e tubulares. O lábio superior é um capuz roxo a azulado, o lábio inferior é frequentemente esbranquiçado e bastante menor, com três lóbulos, sendo o lobo médio maior e franjado para cima.
Floresce em períodos diferentes dependendo do clima e de outras condições edafoclimáticas, mas a maioria das plantes floresce principalmente no verão (de junho a agosto, por vezes até outubro-novembro nas regiões de clima mais cálido).
P. vulgaris propaga-se por semente e por propagação vegetativa através do crescimento de caules rastejantes que enraízam nos nodos e produzem novas plantas.

### Distinção
Esta espécie é susceptível de se confundir com a espécie Ajuga reptans, também conhecida pelas suas propriedades medicinais.
Há duas características essenciais que sobressaem na distinção das duas espécies: 
- a Ajuga reptans tem as flores verticiladas dispostas em vários planos, ao passo que na Prunella vulgaris as flores assentam em em cachos terminais;[5]
- as folhas da Ajuga reptans estão ligadas ao caule por um pequeno estreitamento do limbo, enquanto que as da Prunella vulgaris são pecioladas.[5]

## Distribuição
A espécie é uma herbácea perene com ocorrência comum na Europa (incluindo a Macaronésia), Ásia e América do Norte, bem como em muitas outras regiões de clima temperado e subtropical. Na Irlanda é geralmente abundante, o mesmo acontecendo em toda a região ociental da Europa, incluindo a Península Ibérica.

### Portugal
A espécie está presente, e é comum, no território português continental, marcando presença em todas as zonas, sendo também considerada nativa nos Açores, onde marca presença em todas as ilhas do arquipélago, e na Madeira.

#### Protecção
Dada a sua abundância. a espécie é considerada como tendo um estado de conservação pouco preocupante, pelo que não se encontra protegida por legislação da União Europeia ou portuguesa.

### Ecologia
O habitat preferido da espécie são os locais húmidos, como prados húmidos, e terrenos nas imediações de corpos de água, incluindo o soto-bosque de florestas ripícolas, também privilegia o soto-bosque de pinhais, podendo por vezes ter comportamento ruderal, de sorte que também se pode encontrar nas orlas de clareiras, estradas e caminhos, próximo de sebes e outras margens de campos e de pastagens.  Em Portugal, medra a altitudes que vão dos 5 aos 980 metros acima do nível das águas, podendo encontrar-se até aos 2.000 metros de altitude noutros territórios.
Prefere solos bem drenados, em especial solos neutros a ligeiramente alcalinos.

## Classificação
A autoridade científica da espécie é Lineu, tendo sido publicada em Species Plantarum 2: 600. 1753.

## Usos

### Culinária
As folhas desta planta são comestíveis, e nalguns países, é hábito confeccionar saladas com os seus rebentos jovens.

### Medicinais
Durante a  Antiguidade e a Idade Média a erva-férrea não inspirou particulares interesses, no que toca às suas funcionalidades medicinais, terá sido só por torno do século XVI que terá granjeado maior popularidade como planta medicinal, tendo sido amplamente utilizada na preparação de mezinhas.
Historicamente, usava-se toda a planta, salvo a raiz, para fazer infusões e preparados medicamentosos tópicos. São-lhe reputadas propriedades acistringentes, cicatrizantes, detersivas e vulnerárias.
Em Portugal, nas zonas de Benavente,  Azambuja e Alcácer do Sal, a erva-férrea era usada historicamente na preparação de infusões, que eram depois coadas e deixadas a repousar, sendo a matéria vegetal ingerida ou usada como unguento de aplicação tópica. 